# 木曾義在
木曾 義在（きそ よしあり）は、日本の戦国時代の大名。信濃の国人木曾氏の当主。

## 経歴
義元・義在期は木曾氏が木曽谷の地域支配を確立する時期にあたる。
父の義元は永正元年（1504年）7月に飛騨国の三木氏が木曽侵攻を行った際に戦死したといわれ（享禄元年（1528年）とする異説もある）、幼年期に父を失った義在は叔父の黒川三郎義勝の後見を受けながら成長したという。
初めは弾正小弼と称したが、後に左京太夫に改めた。
17歳の時に福島城 北上之段に館を築き、それまでの須原から移った。
永正6年（1509年）、叔父義勝の勧めにより松尾小笠原氏当主・小笠原定基の娘を娶った（『村誌王滝』）。
永正10年（1513年）には安曇郡の領主仁科明盛と共に将軍足利義稙に従軍し、近江国で六角高頼と戦った。
大永7年（1527年）には小笠原氏と共に上洛し、左京大夫に任官する（『木曽参考』）。
天文2年(1533年)、美濃国落合から塩尻に抜ける木曽谷の本道を整備し、各宿に人家を寄せ集め馬籠から新洗馬までの宿駅を定め、後の木曽十一宿の原型をつくったという（『村誌王滝』）。
また、木曽谷の有り余る材木を美濃に輸出し米穀を貯えた。
義在は定勝寺所蔵画像讃文によれば永禄元年（1558年）に死去しており長期の在任が想定されているが、義在期の発給文書は少ない。
天文11年（1542年）には子の義康に家督を譲り、黒川口松島に隠居するが、隠居後にも政務に関与している文書が見られる。
天文23年（1554年）12月8日に62歳で没した。戒名は英山雄公。
歴史学者柴辻俊六は、義元・義在期から義康期の木曾氏に関して、義在期に木曽谷を統一し国人領主から一定の戦国大名化を遂げていたと評価しているが、これに対して笹本正治は定勝寺文書など発給文書吟味の観点から、この時期の木曾氏を国人領主制の頂点にあったとする観点では一致しつつも、戦国大名化については異議を唱えている。